# War Memorial Band Rotunda (Dargaville)
Die War Memorial Band Rotunda ist ein Baudenkmal in der neuseeländischen Stadt Dargaville. Der an der Küste gelegene Musikpavillon wurde 1928 im Gedenken an die im Ersten Weltkrieg gefallenen Bürger errichtet. Sie wurde am 17. Mai 1928 vom damaligen Premierminister Joseph Gordon Coates  eingeweiht.
Ein 1919 gegründetes Committee befasste sich mit der Errichtung eines Kriegsdenkmals. Unter mehreren Vorschlägen war ein Musikpavillon. Zu dessen Errichtung wurden 18 Acre Land gekauft, auf dem der Northern Wairoa Memorial Park entstand. Der Pavillon selbst kostete £300.